# Daena Dyer
Daena Dyer (1 de febrero de 2003) es una deportista de Jamaica que compite en atletismo. Ganó una medalla de plata en el Campeonato Mundial de Atletismo Sub-20 de 2021, en la prueba de 4 × 400 m.